# النقابة الوطنية المستقلة لعمال الكهرباء والغاز
النقابة الوطنية المستقلة لعمال الكهرباء و الغاز (بالفرنسية: Syndicat National Autonome des Travailleurs de L'electricite Et du Gaz)‏ هي منظمة نقابية عمالية تختص بعمال الكهرباء و الغاز معتمدة تحت رقم 101 مقرها بالجزائر العاصمة.

## معلومات عامة
هي نقابة مستقلة تعني عمال الكهرباء و الغاز بكل فروعها و تدافع و ترافع عن الحقوق المادية و المعنوية لمنخرطيها.